# Біг-Горн 144A
Біг-Горн 144A (англ. Big Horn 144A) — індіанська резервація в Канаді, у провінції Альберта, у межах муніципального району Клірвотер.

## Населення
За даними перепису 2016 року, індіанська резервація нараховувала 237 осіб, показавши зростання на 76,9%, порівняно з 2011-м роком. Середня густина населення становила 10,6 осіб/км².
З офіційних мов обидвома одночасно володіли 5 жителів, тільки англійською — 230, а 5 — жодною з них. Усього 160 осіб вважали рідною мовою не одну з офіційних, з них 155 — одну з корінних мов
Працездатне населення становило 57,1% усього населення, рівень безробіття — 31,2%.

## Клімат
Середня річна температура становить 2,3°C, середня максимальна – 19,8°C, а середня мінімальна – -17,6°C. Середня річна кількість опадів – 535 мм.
| Клімат поселення                              | Клімат поселення | Клімат поселення | Клімат поселення | Клімат поселення | Клімат поселення | Клімат поселення | Клімат поселення | Клімат поселення | Клімат поселення | Клімат поселення | Клімат поселення | Клімат поселення | Клімат поселення |
| Показник                                      | Січ.             | Лют.             | Бер.             | Квіт.            | Трав.            | Черв.            | Лип.             | Серп.            | Вер.             | Жовт.            | Лист.            | Груд.            |                  |
| Середній максимум, °C                         | −3,78            | 0,23             | 3,87             | 9,30             | 14,20            | 18,11            | 19,77            | 19,73            | 14,93            | 10,34            | 2,48             | −2,16            |                  |
| Середня температура, °C                       | −10,67           | −6,67            | −3,04            | 2,38             | 7,29             | 11,20            | 13,52            | 13,48            | 8,69             | 4,10             | −3,78            | −8,42            |                  |
| Середній мінімум, °C                          | −17,58           | −13,58           | −9,95            | −4,5             | 0,38             | 4,31             | 7,28             | 7,24             | 2,43             | −2,15            | −10,02           | −14,67           |                  |
| Норма опадів, мм                              | 20               | 14               | 21               | 32               | 63               | 90               | 91               | 77               | 60               | 31               | 18               | 18               |                  |
| Середньомісячна швидкість вітру, м/с          | 2.40             | 2.41             | 2.52             | 2.50             | 2.40             | 2.34             | 2.22             | 2.12             | 2.22             | 2.44             | 2.42             | 2.22             |                  |
| Середньомісячна сонячна радіація, кДж/м²·день | 3717             | 7332             | 12561            | 16828            | 19925            | 21366            | 22014            | 18728            | 12929            | 7660             | 3964             | 2867             |                  |
| --------------------------------------------- | ---------------- | ---------------- | ---------------- | ---------------- | ---------------- | ---------------- | ---------------- | ---------------- | ---------------- | ---------------- | ---------------- | ---------------- | ---------------- |
| Джерело:                                      |                  |                  |                  |                  |                  |                  |                  |                  |                  |                  |                  |                  |                  |